# 크레이그 벨러미
크레이그 더글러스 벨러미 (Craig Douglas Bellamy, 1979년 7월 13일 ~ )는 웨일스의 前 축구 선수이다. 주로 공격수로 뛰었으며 프리미어리그의 여러 팀에서 활약했다. 웨일스 국가대표였으며 2012년 런던 올림픽에서 영국 대표로 뛰기도 했다. 현재 웨일스의 감독을 맡고 있다.

## 클럽 경력
노리치 시티에서 데뷔한 그는 뉴캐슬 유나이티드, 셀틱, 블랙번 로버스 등의 클럽을 거쳐 리버풀로 이적했다. 2007년 2월, FC 바르셀로나와의 UEFA 챔피언스리그 2006-07 16강 1차전을 앞두고 벌어진 리버풀 선수단의 가라오케 자리에서 욘 아르네 리세가 가라오케 동참을 거절하자, 이성을 잃고 골프채로 폭행했다는 내용의 기사가 보도되었다. 그러나 오보라는 것을 입증하는 듯이 다음 날에 펼쳐진 경기에서 첫 골을 성공시킨 뒤에 '골프를 치는 세레모니'를 했고, 리세에게 어시스트를 하고 역전골을 성공시킨 그와 부둥켜 안고 환호했다.
2007-08 시즌에는 리버풀을 떠나 웨스트햄 유나이티드로 이적했고, 2008-09 시즌에는 맨체스터 시티로 이적한다. 이적한 첫 시즌부터 좋은 활약을 펼친 벨러미는 2009-10 시즌에도 32경기에서 10골을 넣고 8도움을 기록하는 맹활약을 펼쳤고, 특히 빅4 중 맨체스터 유나이티드와 첼시, 아스널을 상대로 해서 번번이 득점하기도 했다. 2010년 8월 18일, 맨시티의 스타 영입으로 인해 주전 경쟁에서 밀려난 벨러미는 풋볼 리그 챔피언십의 카디프 시티로 임대 이적했다. 그는 맨시티와 만치니 감독에 악감정은 없으며, 맨체스터 시티 FC에서 행복한 생활을 보냈다고 밝혔다.
이후 리버풀을 거쳐 다시 카디프 시티로 돌아와 2시즌간 활약한 후 선수 생활을 마감하였다.

## 국가대표팀 경력

### 웨일스
벨러미는 1998년 3월 25일, 자메이카와 경기에서 웨일스 국가대표로 처음 발탁되었다. 1998년 6월 4일 몰타를 상대로 첫 골을 기록했으며 UEFA 유로 2004 예선에서 이탈리아의 잔루이지 부폰을 상대로 골을 넣기도 했다.
UEFA 유로 2008 예선 슬로바키아전에서 부상으로 인해 주장 완장을 찰 수 없게 된 라이언 긱스를 대신해 주장 완장을 차게 되지만 그 경기에서 5-1로 크게 패하며 불안한 출발을 보였다. 그러나 키프로스와의 원정 경기에서 팀의 3-1 승리에 공헌하였고, 2007년 라이언 긱스가 국가대표팀에서 물러나자 웨일스 축구 국가대표팀의 새 주장이 되었다.
2008년 5월, 아이슬란드와의 경기에서 웨일스 축구 국가대표팀 소속으로 50번째 경기에 출전하였고, 2014년 FIFA 월드컵 예선을 마지막으로 국가대표팀에서 은퇴하였다.

### 영국
2012년 런던 올림픽에서 잉글랜드와 웨일스가 연합한 영국 축구 국가대표팀에 라이언 긱스와 함께 와일드 카드로 발탁되었다. 세네갈 전에서 골을 기록하며 좋은활약을 펼쳤으나 밀레니엄 스타디움에서 열렸던 8강전에서 대한민국에 승부차기로 패해 탈락했다. 그 날 벨러미는 라이언 긱스를 대신하여 주장으로 출장했고, 후반전에 긱스와 교체되었다.

## 수상 경력

### 클럽
셀틱
- 스코틀랜드 컵: 2005

리버풀
- 풋볼 리그 컵: 2011-12
- FA 커뮤니티 실드: 2006

카디프 시티
- 풋볼 리그 챔피언십: 2012-13

### 개인
- PFA 올해의 신인: 2001-02
- 올해의 웨일스 선수: 2007

## 경력 통계
| 클럽                | 시즌    | 리그 | 리그 | 컵 대회¹ | 컵 대회¹ | 국제 컵 대회² | 국제 컵 대회² | 종합 | 종합 |
| 클럽                | 시즌    | 출장 | 득점 | 출장     | 득점     | 출장          | 득점          | 출장 | 득점 |
| ------------------- | ------- | ---- | ---- | -------- | -------- | ------------- | ------------- | ---- | ---- |
| 노리치 시티         | 1996-97 | 3    | 0    | -        | -        | -             | -             | 3    | 0    |
| 노리치 시티         | 1997-98 | 36   | 13   | 2        | 0        | -             | -             | 38   | 13   |
| 노리치 시티         | 1998-99 | 40   | 17   | 5        | 2        | -             | -             | 45   | 19   |
| 노리치 시티         | 1999-00 | 4    | 2    | -        | -        | -             | -             | 4    | 2    |
| 노리치 시티         | 2000-01 | 1    | 0    | -        | -        | -             | -             | 1    | 0    |
| 코번트리 시티       | 2000-01 | 34   | 6    | 5        | 2        | -             | -             | 39   | 8    |
| 뉴캐슬 유나이티드   | 2001-02 | 27   | 9    | 6        | 4        | 6             | 1             | 39   | 14   |
| 뉴캐슬 유나이티드   | 2002-03 | 29   | 7    | 1        | 0        | 6             | 2             | 36   | 9    |
| 뉴캐슬 유나이티드   | 2003-04 | 16   | 5    | -        | -        | 8             | 5             | 24   | 10   |
| 뉴캐슬 유나이티드   | 2004-05 | 21   | 7    | 3        | 0        | 5             | 3             | 29   | 10   |
| 셀틱 (임대)         | 2004–05 | 12   | 7    | 3        | 2        | -             | -             | 15   | 9    |
| 블랙번 로버스       | 2005-06 | 27   | 13   | 5        | 4        | -             | -             | 32   | 17   |
| 리버풀              | 2006-07 | 27   | 7    | 2        | 0        | 12            | 2             | 41   | 9    |
| 웨스트햄 유나이티드 | 2007-08 | 8    | 2    | 1        | 2        | -             | -             | 9    | 4    |
| 웨스트햄 유나이티드 | 2008-09 | 16   | 5    | 1        | 0        | -             | -             | 17   | 5    |
| 맨체스터 시티       | 2008-09 | 8    | 2    | 0        | 0        | 3             | 2             | 11   | 4    |
| 맨체스터 시티       | 2009-10 | 32   | 10   | 8        | 1        | -             | -             | 40   | 11   |
| 카디프 시티 (임대)  | 2010-11 | 35   | 11   | 0        | 0        | -             | -             | 35   | 11   |
| 리버풀              | 2011-12 | 24   | 6    | 9        | 3        | -             | -             | 33   | 9    |
| 카디프 시티         | 2012-13 | 33   | 4    | 0        | 0        | -             | -             | 33   | 4    |
| 카디프 시티         | 2013-14 | 22   | 2    | 0        | 0        | -             | -             | 22   | 2    |
| 합계                | 합계    | 455  | 135  | 51       | 20       | 40            | 15            | 546  | 170  |

¹ FA컵, 풋볼 리그 컵, FA 커뮤니티 실드, 스코틀랜드 컵, 스코틀랜드 리그컵.

² UEFA 챔피언스 리그, UEFA 유로파 리그, UEFA 슈퍼 컵, FIFA 클럽 월드컵.